# Raafat Attia
Raafat Attia   (Egipte, 6 de febrer de 1934 - 21 de juliol de 1978) fou un futbolista egipci de la dècada de 1950.
Fou internacional amb la selecció d'Egipte amb la qual participà en els Jocs Olímpics de 1960 i 1964. Pel que fa a clubs, destacà a Zamalek.